# Коник TVG-209
Conic TVG-209 (TVG-209) је конзола за игру фирме Conic која је почела да се производи у Немачкој током 1979. године.
Користила је AY-3-8500 (General Instruments) микропроцесорску јединицу и 6 батерија од 1,5 волти за напајање.

## Детаљни подаци
Детаљнији подаци о рачунару TVG-209 су дати у табели испод.
|                       |                                                                    |
| [ 1 ]                 |                                                                    |
| Произвођач            |                                                                    |
| Тип                   | играчка конзола                                                    |
| Меморија              |                                                                    |
| Поријекло             | Њемачка                                                            |
| Година                | 1979                                                               |
| Тастатура             | двије одвојиве палице са тастерима и потенциометрима, Reset, serve |
| Процесор              |                                                                    |
| Фреквенција процесора |                                                                    |
| RAM                   |                                                                    |
| ROM                   |                                                                    |
| Текст                 |                                                                    |
| Графика               |                                                                    |
| Боја                  | црно и бијело                                                      |
| Звук                  | уграђени звучник                                                   |
| Димензије             | 21 фунта                                                           |
| Портови               |                                                                    |
| Оперативни систем     |                                                                    |